# Melanderia
Melanderia is een vliegengeslacht uit de familie van de slankpootvliegen (Dolichopodidae).

## Soorten
- M. californica Harmston, 1972
- M. crepuscula Arnaud, 1958
- M. curvipes (Van Duzee, 1918)
- M. mandibulata Aldrich, 1922